# Jon Russell
Jonathan Edward Russell (* 9. října 2000) je jamajský profesionální fotbalista, který hraje na pozici záložníka za anglický klub Barnsley FC. Narodil se v Anglii, ale hraje za jamajský národní tým.

## Klubová kariéra
Russell se narodil v Hounslow a k Chelsea se připojil v kategorii do 7 let. V říjnu 2017 se stal profesionálem. V říjnu 2020 odešel na hostování do Accrington Stanley. V červenci 2021 přestoupil do Huddersfield Town. Svůj první gól za klub vstřelil 23. února 2022, když dal vítězný gól v posledních minutách při výhře 2:1 nad Cardiff City.
Dne 31. ledna 2023 se Russell připojil ke klubu Barnsley hrající EFL League One za neuvedenou částku.

## Reprezentační kariéra
Dne 13. září 2022 byl Russell poprvé povolán do národního fotbalového týmu Jamajky.
Dne 26. března 2023 Russell debutoval za Jamajku v zápase skupinové fáze Ligy národů CONCACAF 2022/23 proti Mexiku, když nastoupil v 66. minutě místo Ravela Morrisona.

## Osobní život
Russell je členem Církve Ježíše Krista Svatých posledních dnů.

## Statistiky

### Klubové
Platí k zápasu hranému 3. května 2025.
| Klub                           | Sezóna            | Liga              | Liga   | Liga | Národní pohár | Národní pohár | Ligový pohár | Ligový pohár | Ostatní | Ostatní | Celkově | Celkově |
| Klub                           | Sezóna            | Soutěž            | Zápasy | Góly | Zápasy        | Góly          | Zápasy       | Góly         | Zápasy  | Góly    | Zápasy  | Góly    |
| ------------------------------ | ----------------- | ----------------- | ------ | ---- | ------------- | ------------- | ------------ | ------------ | ------- | ------- | ------- | ------- |
| Chelsea                        | 2020/21           | Premier League    | 0      | 0    | 0             | 0             | 0            | 0            | —       | —       | 0       | 0       |
| Accrington Stanley (hostování) | 2020/21           | EFL League One    | 25     | 2    | 1             | 0             | 0            | 0            | 0       | 0       | 26      | 2       |
| Huddersfield Town              | 2021/22           | EFL Championship  | 17     | 2    | 2             | 0             | 0            | 0            | 3       | 0       | 22      | 2       |
| Huddersfield Town              | 2022/23           | EFL Championship  | 6      | 0    | 0             | 0             | 1            | 0            | 0       | 0       | 8       | 0       |
| Huddersfield Town              | Celkově           | Celkově           | 24     | 2    | 2             | 0             | 1            | 0            | 3       | 0       | 30      | 2       |
| Barnsley                       | 2022/23           | EFL League One    | 12     | 0    | 0             | 0             | 0            | 0            | 2       | 0       | 14      | 0       |
| Barnsley                       | 2023/24           | EFL League One    | 31     | 2    | 0             | 0             | 1            | 0            | 1       | 1       | 33      | 3       |
| Barnsley                       | 2024/25           | EFL League One    | 40     | 11   | 2             | 0             | 2            | 0            | 2       | 0       | 46      | 11      |
| Barnsley                       | Celkově           | Celkově           | 83     | 13   | 2             | 0             | 3            | 0            | 5       | 1       | 93      | 14      |
| Celkově v kariéře              | Celkově v kariéře | Celkově v kariéře | 132    | 17   | 5             | 0             | 4            | 0            | 8       | 1       | 149     | 18      |

### Reprezentační
Platí k zápasu hranému 17. června 2025.
| Národní tým | Rok     | Zápasy | Góly |
| ----------- | ------- | ------ | ---- |
| Jamajka     | 2023    | 4      | 1    |
| Jamajka     | 2025    | 5      | 2    |
| Celkově     | Celkově | 9      | 3    |

#### Reprezentační góly
Skóre a výsledky Jamajky jsou vždy zapsány jako první. Góly Jona Russella jsou zvýrazněny.
| Gól | Datum            | Místo                                       | Soupeř                | Skóre | Výsledek | Soutěž                                           |
| --- | ---------------- | ------------------------------------------- | --------------------- | ----- | -------- | ------------------------------------------------ |
| 1.  | 2. července 2023 | Levi's Stadium, Santa Clara, USA            | Svatý Kryštof a Nevis | 2:0   | 5:0      | Zlatý pohár CONCACAF 2023                        |
| 2.  | 31. května 2025  | Brentford Community Stadium, Londýn, Anglie | Nigérie               | 1:0   | 2:2      | Unity Cup 2025                                   |
| 3.  | 17. června 2025  | Independence Park, Kingston, Jamajka        | Guatemala             | 1:0   | 3:0      | Kvalifikace na Mistrovství světa ve fotbale 2026 |